# لويس تينوكو
لويس تينوكو هو لاعب كرة قدم برتغالي في مركز الدفاع، ولد في 17 أكتوبر 1986 في بارسيلوس في البرتغال. لعب مع إشتوريل برايا وموريرينسي ونادي أروكا ونادي بيرا مار ونادي تونديلا ونادي جل فيسنتي ونافال.

## وصلات خارجية
- لويس تينوكو على موقع قاعدة بيانات كرة القدم.إي يو (الإنجليزية)
- لويس تينوكو على موقع Soccerway.com (الإنجليزية)
- لويس تينوكو على موقع عالم كرة القدم.نت (الإنجليزية)
- لويس تينوكو على موقع AS.com (الإسبانية)